# Cyclops anophthalmus
Cyclops anophthalmus is een eenoogkreeftjessoort uit de familie van de Cyclopidae. De wetenschappelijke naam van de soort is voor het eerst geldig gepubliceerd in 1882 door Joseph.